# ICビンゴ
ICビンゴ(IC-BINGO)は、アーケードゲームでメダルを使用するゲーム（いわゆるメダルゲーム）の一ジャンルである。
メダルゲームメーカーであった当時のシグマ（現・KeyHolder／アルゼ）が、バリー社など海外製のメカビンゴを参考に、直営店舗用として開発した。一部機種は少量ながら外部への販売もされている。
ICを全く使わず大量のリレーなどで構成されていたメカビンゴと区別する意味でICビンゴと呼ばれるが、当時マニアが多かったメカビンゴの雰囲気を損なわないため、音を再現するだけの理由でリレーやソレノイドが搭載されている。基板にはPSG音源もあるが、殆ど使われていない。
1980年代にメダルゲームの世界において一世を風靡したが、プレイヤー層の変化やオペレーターの志向などもあり、現在、国内ではごくごくわずかな台数が営業稼働を行っているのみである。メダルゲームでは数少ない、「自分の実力でメダルの獲得が可能なマシン」として、知る人ぞ知る存在になっている。

## 開発のきっかけ
1980年、シグマ社はBINGO-INというビンゴだけを扱うお店を展開していた。風営法の施行前であり24時間営業をしていたが、メカビンゴの老朽化が進み、店舗でメンテナンスを行う技術1課の負担が重くなってきた。特にブレード部品の劣化、ソレノイドなどの特殊部品の調達が難しくなってきたために、自社開発を進めた。しかし筐体ごと作るのではなく、試作機をBINGOINサブナードに投入。一定の理解を得たためにIC化を進めた。
筐体はバウンティ（メカビンゴ）を利用。当時シグマは6809とOS-9を多用したために、6809を利用した制御ボードを製作した。フューチャーをあげるときに発生するノッカーの設置やフラッシングシミュレーションを搭載した。後つけだったホッパーを筐体の中に内蔵した。

## ICビンゴの基本的な遊び方
簡単に言えば、パーティーゲームとしてよく遊ばれているビンゴを、一人用として遊ぶためのマシンである。
マシンは、盤面とカード・条件表示面の2部分に大別することができる。ピンボールのような盤面には、26個の穴が開いており、1から25までの番号が振られたものと、「RETURN BALL」と書かれたものがそれぞれ各1つずつ存在する。
プレイヤーは、メダルを任意の枚数投入してBETする（賭ける）ことにより、カード・条件表示面において当該ゲームにおける「条件」を決め、盤面に金属製のボールをプランジャーを用いて打ち込み（ボールは内部で循環しており、自動でプランジャーにセットされる仕組みになっている）、穴に落としてビンゴカード上の数字に対して、縦・横・対角線のいずれかに続けて並ぶように揃える（あるいは同色の区画に入れる）ことによって、その盤面で指定された色（基本的に赤・黄・緑の3色だが、状況に応じて青やオレンジも存在する）に応じたメダルを「配当」としてあらかじめ決めた「条件」によってメダルを獲得できるゲームである。シンプルに手順を示すと、以下の通りである。
1. メダルを投入する。
2. 球を5球決まるまで打つ。
3. 数字が並んでいたら、カウントボタンを押して確定させる。
4. 1.に戻る。

3.が重要で、数字が並んだら、コイン投入口右にあるカウントボタンを押して、獲得メダルを確定させるという動作があることに注意が必要である。なお、カウントは3球打った時点（4球目がプランジャーにある状態）から行うことができる。
プレイヤーが操作できるものは、以下の通りである。
1. メダル返却レバー（投入メダルが詰まったときに使用する。）
2. プランジャー（バネつきの棒であり、球を打ち出すときに使用する。）
3. BETボタン（クレジットに入ったメダルからBETを行うときに押す。赤色が一般的だが、3つの性格が異なるボタンを持つ機種（後述）もある。）
4. EXTRAボタン（黄色が一般的。EXTRAボール抽選を受けたいときに押す。）
5. カウントボタン（配当を得られる状態になったときに押すと、機械によってカウントが始まり、メダルの獲得となる（あるいはOKゲーム（後述）を開始する）。）
6. マジック・スクリーン動作ボタン（右と左がある。動かせるか否かは条件（後述）による。）
7. 連続投入ボタン（メダルをクレジットにまとめて投入したいときに押しながら1枚目を投入すると便利である。）
8. ペイアウトボタン（クレジットに入ったメダルを払い出すときに押す。）
9. まとめ投入ボタン（一部機種。押しながらBETボタンを押すと10枚一度に抽選を受けることができる。）
10. 台そのもの（下部「テクニックと注意事項」参照のこと。）

## 条件
「条件」とは、このゲームにおいてはメダルを入れた当該ゲームを遊ぶ（勝負する）上で、マシンによって抽選された配当の内容や、ゲームに対する自由度、また配当に対する優遇などのことをまとめて称するものである。基本的にはすべて英語で表記されているのは、ICによって動作を行っている以前に、リレースイッチで同様の事を行っていたメカビンゴに範をとっているためと思われる。また、基本的にはガラス盤面に白熱灯でこれらの表示を行っていたため、条件が成立することを「点灯」と呼ぶことが、このゲームにおいては一般的である。このため、本記事では条件が成立することを「点灯」と表記する場合がある。

### 条件の内容
自由度（メダル獲得のチャンスが拡がる可能性）に関するもの
- マジック・スクリーン

マジック・スクリーンとは、ICビンゴになくてはならないものの一つである。これは、本来「ライン」しか存在しないビンゴのカードを、用意されたパネルを動かすことによって、全く別のカードへと変貌させてしまう装置である。機械的には、金属板を長尺面でつなぎ合わせて折れ曲がる状態にしておき、これをビンゴカードを表現するボードの前に置き、モーターによってスライドさせるものである。通常、オリジナルの位置をここでは○と表現すると、
```
OK○ABCDEFG
```

のように、左に2列分、右に7列分の幅が用意されている。なぜ左側がOKなのかは、後述のOKゲームに由来していると思われる。
実際には、条件がなにもなければ、縦横斜めの計12本しかない普通のビンゴカードが、マジック・スクリーンの条件を得ることにより、ローマ字の「h」型のエリアや漢字の「凹」型のエリアが現れたり、また、基本の3色以外の色が登場することもある（オレンジと青）。エリアは、縦横で繋がっている部分を、同一と見なせるため、例えボールが並んでいなくてもメダル獲得に繋げることが可能である。また、オレンジと青の各エリアについては、特別な条件が付されることが多い。これらのエリアのことを、ICビンゴでは「セクション」と称することがある。
マジック・スクリーンと条件
マジック・スクリーンは、当然の事ながらプレイヤーに有利に働くため、その動作には制限が設けられることが多い。基本的にはBEFORE 4th（4球目を打ち出す前までスクリーンの作動が可能）条件であるが、メダルを投入して抽選を受けることにより、BEFORE 5th（5球目を打ち出す前まで）やAFTER 5th（5球目を打ち終えた後でも）といった優遇権利を獲得することも可能である（ただし、マジック・スクリーンを動かせる権利が発生した時点で優遇の権利も一緒についてくる（点灯する）場合がある）。
ただし、5th条件が点灯しなかったからといっても、赤や黄色の★がROLLOVER LIT条件として点灯することがあり、これらは盤面下部左右にあるスイッチをボールで押下させると、黄色い★でBEFORE 5thが、赤い★でAFTER 5thにそれぞれ格上げされる条件である（当然ではあるが5球目を打ち出した時点で黄色★が点灯している場合は、通過しても意味がないので消灯する）。
得点（獲得できるメダルの量）に関するもの
- 配当の基本

まず、配当の基礎は色別に決められる。メダルを投入するごとに抽選が行われ、10段階のうちのどこかに決定される。なお、一度決定した配当の条件は、決して下がることはないのが特徴である。最低は3並びの4枚、最高は5並びの600枚である。また、この配当は並んだ個数に応じて異なるように決められており、3並び、4並び、5並び（パーフェクト）の3つの数字が常に提示されている。点灯したランプの位置に、下から「16,50,96」と記載されていれば、3並びで16枚、4並びで50枚、5並び（パーフェクト）で96枚のメダルを獲得することができる、という意味である。
また、色については、並んだ（あるいはセクションで入った）色に対して最も高い一つの配当が付与されるため、例えば緑色のラインに2カ所の3並びが完成したとしても、配当の対象になるのは3並び1つだけである。
- 配当が変わるケース

- - スーパー・セクション

マジック・スクリーンがDまで点灯すると、一緒に条件として点灯することがある。イエローとレッドの各スーパー・セクションがあり、イエローは黄色に黒の縦縞（ただし阪神タイガースとの関係は特にないと思われる）、レッドは赤色に白の縦縞で表現がなされている。スーパー・セクションの条件が点灯していない場合は、これらのセクションはただのカラーセクションとして扱われるが、点灯した場合は、各々のエリアに対して、実際に入った球数に1球を加えて取り扱うという有利な条件を得ることができる（ただし5球入れても、配当は5並びである）。
- - ブルーセクション

マジック・スクリーンがFまで点灯すると、ブルー・セクションの条件が点灯することがある。ブルーセクションは、基本的に3つの数字からなり（機種によっては4つ）、セクション内に2個あるいは3個入れることによって、その時点での緑5並び（パーフェクト）と同じと見なされるなどの特典が用意されている（緑の得点となるため、別の緑ラインやセクションで3球並べてもメダル獲得とならない）。機種によっては、緑の得点ではなく、別個に100枚や200枚という形で設定されているものもある（この場合は、緑に別途並べると緑の枚数を獲得することが可能である）。
また、これ以外には「リターンしていない第1球を○○番に入れた場合は緑は最高段階まで格上げする」「リターンしていない第1球を○○番に入れた場合はEXTRA BALLを1球進呈する（つまりこのゲームは無償で6球プレイ）」などの特別な条件が機種によって設定されていることがある（当然、点灯することが最低条件である）。
- - オレンジセクション

マジック・スクリーンの「OK」が点灯すると、「3 OR MORE IN ORANGE SECTION SCORE AS GREEN」の条件が点灯することがある。この時オレンジセクションに3個以上ボールを入れることで、ボール個数に対応した緑スコアを獲得することができる。但しスコアカウントをする際カウントボタンを長く押しすぎると、カウントされずに直接OKゲーム(下記参照)開始となるので、注意しなければいけない。
- さらなるチャンスが期待できるケース

- - OKゲーム

マジック・スクリーンが「OK」と点灯している場合には、スクリーンを左側に動かす事により、オレンジ・セクションが登場する。このオレンジ・セクションに2球以上の球を入れることにより、メインのゲームが終了した後に、「OKゲーム」という、新しい別のゲームに挑戦する権利を得ることができる。ただし、OKゲームを開始するためには、「当該ゲームで獲得しているスコアのカウントが全て終わっていること」と、「カウントボタンを少し長めに押すこと」が必要である。
OKゲームでは、あらかじめ条件が定められており、概ね緑の得点条件に沿って決まることが多い。緑の得点が第三段階（3並びで8枚未満）まではほとんどの機種で同じ条件が提示されるが、第四段階（3並びで16以上）以上になると、段階に応じてそれぞれ異なった条件が提示され、スーパー・セクションや、ブルーセクションが点灯した状態でのゲーム、また格段に高いスコアとよい条件でのゲームが用意されることがある。
また、OKゲームには、少ないメダル数で点灯するうえに1球でOKゲームの権利を得られるが、お世辞にもよい条件とは言えない、いわば初心者向けの「BEGINNERS OK」や、なかなか点灯しないものの、点灯すれば格段によい条件が提示される「SUPER OK」を搭載する機種も見受けられた。
OKゲームでも、その他のルールは通常のゲームと一切変わらない。強いて言えば、さらなるBETを行わなければ「OK」が点灯することはないということぐらいである。
とどのつまり「OK」とは、「条件のよい追加ゲームを(さらに条件を上げようとBETをしなければ)無償でプレイすることができる条件」、ということになる。

## エキストラ・ボール
エキストラ・ボール(EXTRA BALL)とは、読んで字のごとく、追加のボールである。通常ゲームで用いる5個の球以外に、BETを行って抽選を受けることにより、当選すると払い出されるボールのことである。なお、1ゲームで利用できるエキストラ・ボールは最大3球までとなっている。
エキストラ・ボールは、5球目を確定させた後に、黄色のボタンを押すことによってBETが行われる（クレジットにメダルがない場合は、その後メダルを投入する必要がある）。エキストラ・ボールの抽選を受けているときには、条件表示面最下部の「EXTRA BALL」が点灯する。間違って「EXTRA BALL」が点灯していないときにメダルを投入すると、次のゲームへのBETとみなされて、新しいゲームが始まってしまうため、特に完成時に大きな配当となるEXTRAに挑戦しようという時には注意が必要である。
表示部分は、「1st」「Extra」「Ball」「2nd」「Extra」「Ball」「3rd」「Extra」「Ball」という風に、一つのボール表示が3つの区画に分かれており、抽選によって3つすべてが点灯しないと、エキストラ・ボールを得ることはできない。
エキストラ・ボールは、その性格上、あと1球で高配当が得られるような状態であるときには、抽選を行ってもなかなか当選しないことが多々あるため、状況を見極めて抽選を受けるか否かをよく考える必要がある。

## ICビンゴを遊ぶ上でのテクニックと注意事項
台を揺らす
ICビンゴは、ピンボールのような外見をしてるうえ、プランジャーでボールを打ち出すという動作はピンボールそのままのため、打ち出した球をただ見ているだけではなく、台を揺らして球をコントロールすることにより、自身に有利な場所へ持って行くという技術が重要である。
しかし、揺らすという行為については、ピンボールと同様、TILT（ティルト）になる危険性との背中合わせになる事を忘れてはならない。TILTになった場合は、現在プレイしているゲームは無効になってしまい、残りの球があったとしても無意味なものになってしまうからである。
揺らすことによって、入れたくない番号にボールを入れることを回避し、本来狙っている、メダルをより獲得できる場所へボールを誘導するというのは、物理法則に則った行為であり、センサーによってTILTが宣告されない限り、正当な行為である。従って、ICビンゴにおいては、この技術がものを言うことは間違いのない事実である（自分の実力でメダルが獲得できる、とは、まさにこの部分によるところが大きい）。
条件を吟味する
ICビンゴは、メダルを投入してBETするたびに、条件が上がるか否かの抽選を行い、結果を即座に盤面に表示する。一般的に、得点が上がるときはスクリーンなどの条件が悪くなり、スクリーンなどの条件が上がるときには得点が悪い、ということになるが、メダルをBETし続けると、ある程度は条件が共に上がっていくものである。
- ただし機種によっては、条件のみ抽選を行う（緑色）、得点のみ抽選を行う（青色）、（普通に）条件と得点の抽選を行う（赤色）の3種類のボタンを有しているものがある（ATRANTIS/QUEEN OF THE KNIGHT/REBECCA)。

しかしながら、この条件はBET数によらないため（運がよければ2枚でスコアがどんどん上がることもある）、現在投入している枚数と、提示されている条件、そして自分の実力を見極めた上で、ゲームをスタートさせなければならない（1球目を打った時点でBETはできなくなる）。ギャンブルに必須の「駆け引き」は、ICビンゴにおいてはこの部分で表面化してくるのである。

この「BETにより条件が抽選される」仕組みは、他社製ビンゴゲーム機においても、セガの「WORLD BINGO」や「BINGO CIRCUS,PLANET,PARADE,GALAXY」では同じように利用され、 2004年にはプッシャーマシン「ガチャマンボ！（及び続編の「サボテンカーニバル」含む）」の「カプセルチャレンジ」における条件抽選などにもこの仕組みが採用されている。
カウントするまで確定しない！
ICビンゴでは、ゲーム結果によってメダルを獲得できる状態となったときには、3球目を打ち終えた時点（4球目がプランジャーに出ている状態）からカウントが可能となっている。カウントしないままTILTとなったゲームでの獲得や、カウントしないまま間違えて次のゲームのメダルを投入してしまう（初心者に多かった）と、獲得できるメダルが消滅してしまうため、獲得がないように見えても、ひとまずカウントボタンを押すというのが間違いを防ぐためにも重要なことである。
また、OKゲームは、当該ゲームで獲得できるメダルを全てカウントし終えた後に、カウントボタンを「少し長めに」押すとスタートするため、この操作にも注意が必要である。

## 主な機種と機種ごとの特徴
- ANDROMEDA
- ATRANTIS（BETボタンが3色）
- ARTEMIS
- CHEROKEE ROSE（「4コーナー」（盤面4隅に玉を入れると高配当）条件あり）
- ELDORADO（「4コーナー」（盤面4隅に玉を入れると高配当）条件あり）
- KASANDRA
- LADY X（ブルーセクションのスコア条件が緑ではなく固定点数）
- MOON LIGHT
- PASTEL SHOWER
- PIN-UP GIRLS
- QUEEN OF THE KNIGHT（BETボタンが3色）
- REBECCA（BETボタンが3色）

また、ビンゴカードやマジックスクリーンをモニターで表現した『CRTビンゴ』も生産されている。
白と青の筐体カラーとなり、効果音がPSGよりFM音源になった。
- AVENUE
- SEA ISLAND '89